# 니시구치 아키라
니시구치 아키라(일본어: 西口 彰 にしぐち あきら[*], 1925년~1970년)는 1963년~1964년에 5명을 살해 한 일본의 연쇄살인범이다. 1925년 출생, 1970년에 교수형에 처해졌다.